# Ontario cup
Ontario cup (Royal Bank of Canada international tournament) se konal od 26. prosince 1972 – 4. ledna 1973 v Ontariu. Zúčastnilo se šest mužstev, která se utkala jednokolovým systémem každý s každým.

## Výsledky a tabulka
|    |                        | PRA | DM   | GH  | KA  | TIM | OSD  | V | R | P | Skóre | B  |
| 1. | Praha (Československo) | *** | 5:3  | 8:5 | 9:1 | 6:1 | 6:3  | 5 | 0 | 0 | 34:13 | 10 |
| 2. | Dynamo Moskva          | 3:5 | ***  | 8:3 | 8:6 | 5:3 | 11:4 | 4 | 0 | 1 | 35:21 | 8  |
| 3. | Galt Hornets           | 5:8 | 3:8  | *** | 5:4 | 8:7 | 4:1  | 3 | 0 | 2 | 25:28 | 6  |
| 4. | Kingston Aces          | 1:9 | 6:8  | 4:5 | *** | 9:6 | 4:2  | 2 | 0 | 3 | 24:30 | 4  |
| 5. | Timrå IK               | 1:6 | 3:5  | 7:8 | 6:9 | *** | 7:4  | 1 | 0 | 4 | 24:32 | 3  |
| 6. | Owen Sound Downtowners | 3:6 | 4:11 | 1:4 | 2:4 | 4:7 | ***  | 0 | 0 | 5 | 14:32 | 0  |

 Praha (Československo) -  Owen Sound Downtowners 6:3 (2:2, 2:1, 2:0)
26. prosince 1972 – Owen Sound

Branky a nahrávky Prahy: 2:19 Bohuslav Ebermann (Josef Horešovský, Oldřich Machač), 19:55 Bohuslav Šťastný (Richard Farda, Vladimír Martinec), 26:33 Bohuslav Ebermann (Jaroslav Šíma), 33:24 Jiří Novák (Eduard Novák), 44:23 Václav Nedomanský (Jaroslav Šíma), 52:40 Oldřich Machač (Richard Farda).

Branky Owen Sound: 8:44 John Weeks, 15:21 Mayo Paquette, 31:13 Rod Blomfield, 

Vyloučení: 7:4 (využití 1:1, v oslabení 1:0)
Praha: Jiří Crha – František Pospíšil, Josef Horešovský, Oldřich Machač, Karel Vohralík, Milan Kužela, Jaroslav Šíma – Jiří Kochta, Václav Nedomanský, Josef Paleček - Eduard Novák, Bedřich Brunclík (Jiří Novák), Bohuslav Ebermann – Vladimír Martinec, Richard Farda, Bohuslav Šťastný.
 Kingston Aces -  Dynamo Moskva  6:8 (0:2, 2:3, 4:3)
26. prosince 1972 - Kingston (Ontario)
 Praha (Československo) -  Galt Hornets 8:5 (1:2, 2:2, 5:1)
28. prosince 1972 – Galt

Branky a nahrávky Prahy: 18:45 Josef Horešovský (Július Haas, Vladimír Martinec), 25:23 Bedřich Brunclík (Bohuslav Ebermann, Eduard Novák), 35:30 Richard Farda (Vladimír Martinec, Jiří Bubla), 45:03 Július Haas (Jiří Holeček, Ivan Hlinka), 45:34 Milan Kajkl (Ivan Hlinka), 52:12 Bohuslav Šťastný (Jiří Bubla, Vladimír Martinec), 58:49 Július Haas (Oldřich Machač), 59:34 Richard Farda (Vladimír Martinec).

Branky a nahrávky Hornets: 15:37 Howie Dietrich (Ron Smith, John Beechey), 19:58 Vance Millar (Bruce Reier, John Nickerson), 25:38 Bill Hway (Ron Smith, Howie Dietrich), 28:40 Pete Brennan (Howie Dietrich, Mike Doersam), 53:39 John Beechey (Dave Cressman, Steve Degurse).

Vyloučení: 3:4 (využití 2:1) z toho Steve Hunt do konce utkání.
Praha: Jiří Holeček – Oldřich Machač, František Pospíšil, Jiří Bubla, Josef Horešovský, Karel Vohralík, Milan Kajkl - Eduard Novák, Bedřich Brunclík, Bohuslav Ebermann - Vladimír Martinec, Richard Farda, Bohuslav Šťastný - Jiří Novák, Ivan Hlinka, Jaroslav Pouzar (41. Július Haas).
Galt Hornets: Brent Pennington - Steve Hunt, Mike Doersam, Ron Hergott, Ron Smith, Peter Stoutenburg, John Nickerson - Bruce Reier, Vance Millar, Parker - Howie Dietrich, Pete Brennan, Bill Hway - Steve Degurse, Dave Cressman, John Beechey.
 Praha (Československo) -  Dynamo Moskva 5:3 (1:1, 0:1, 4:1)
29. prosince 1972 – Toronto (Maple Leaf Gardens)

Branky Prahy: 4:03 Václav Nedomanský (Josef Paleček, Jaroslav Šíma), 45:36 Bohuslav Šťastný (Vladimír Martinec, Josef Horešovský), 47:54 Bohuslav Ebermann, 52:18 Július Haas (František Pospíšil), 52:47 Václav Nedomanský (Oldřich Machač).

Branky a nahrávky Dynama: 7:20 Michail Titov, 35:10 Anatolij Bělonožkin (Anatolij Motovilov, Jurij Čičurin), 55:05 Stanislav Ščogolev (V. Soloduchin).

Rozhodčí: J. Brown (CAN)

Vyloučení: 7:5 (využití 1:0)
Praha: Jiří Crha – Oldřich Machač, František Pospíšil, Jiří Bubla, Josef Horešovský, Milan Kužela, Jaroslav Šíma – Eduard Novák (25. Ivan Hlinka), Bedřich Brunclík, Bohuslav Ebermann - Vladimír Martinec, Richard Farda, Bohuslav Šťastný - Josef Paleček, Václav Nedomanský, Július Haas.
Dynamo Moskva: Vladimír Populanov - Valerij Nazarov, Michail Alexejenko, Stanislav Ščogolev, Vitalij Davidov, Viktor Šilov, Vladimír Popov - Jurij Čičurin, Anatolij Motovilov, Anatolij Bělonožkin - Igor Samochernov, Vjačeslav Soloduchin, Jevgenij Kotov - Sergej Malcev, Vladimír Děvjatov, Michail Titov.
 Kingston Aces -  Timrå IK 9:6 (3:2, 1:1, 5:3)
29. prosince 1972 - Kingston (Ontario)
 Galt Hornets -  Owen Sound Downtowners 7:5
30. prosince 1972
 Dynamo Moskva -  Timrå IK 5:3 (3:0, 1:2, 1:1)
30. prosince 1972 - Barrie
 Galt Hornets -  Timrå IK 8:7 (1:2, 3:4, 4:1)
31. prosince 1972 - Galt
 Owen Sound Downtowners -  Dynamo Moskva  4:11 (2:3, 1:3, 1:5)
1. ledna 1973 - Owen Sound
 Galt Hornets -  Kingston Aces 5:4 (1:1, 1:1, 3:2)
2. ledna 1973
 Praha (Československo) -  Timrå IK  6:1 (1:0, 1:0, 4:1)
3. ledna 1973 – Kitchener (Memorial Auditorium Complex)

Branky a nahrávky Prahy: 5:08 Vladimír Martinec (Bohuslav Šťastný), 24:10 Eduard Farda (Bohuslav Ebermann), 43:20 Václav Nedomanský, 49:13 Július Haas (Josef Paleček), 55:25 Bohuslav Šťastný (Jiří Novák, Vladimír Martinec), 55:55 Jiří Novák.

Branky a nahrávky Timry: 48:21 Ake Söderberg (Jan-Erik Nilsson).

Rozhodčí: J. Nandin (CAN)

Vyloučení: 3:1 (vyloučení 0:0)
Praha: Jiří Holeček – Jiří Bubla, Josef Horešovský, Milan Kužela, Karel Vohralík, Oldřich Machač, František Pospíšil - Vladimír Martinec, Jiří Novák, Bohuslav Šťastný - Josef Paleček, Václav Nedomanský, Július Haas - Eduard Novák (25. Ivan Hlinka), Richard Farda, Bohuslav Ebermann.
Timrå IK: Christer Sehlstedt - Tommy Andersson, Tommie Lindgren, Lage Edin, Stefan Pettersson, Jan Kock, Jan-Erik Nilsson - Kent Lindgren, Olle Ahman, Håkan Pettersson - Finn Lundström, Arne Lundström, Lennart Norberg - Orjan Lindström, Bo Berggren, Ake Söderberg.
 Praha (Československo) -  Kingston Aces  9:1 (3:1, 3:0, 3:0)
4. ledna 1973 – Kingston (Ontario)

Branky a nahrávky Prahy: 7:16 Bohuslav Šťastný (Vladimír Martinec, Jiří Novák), 14:20 Milan Kajkl, 14:27 Eduard Novák (Bedřich Brunclík), 29:15 Bohuslav Ebermann (František Pospíšil, Oldřich Machač), 31:50 Jaroslav Pouzar (Josef Paleček), 32:31 Bohuslav Ebermann (Eduard Novák, Bedřich Brunclík), 46:53 Bohuslav Ebermann, 48:51 Richard Farda (Josef Paleček), 55:48 Jiří Novák (Bohuslav Šťastný).

Branky Kingstonu: 14:02 Gary Mahn.

Rozhodčí: J. Brown (CAN)

Vyloučení: 3:5 (využití 2:1)
Praha: Jiří Crha – Jiří Bubla, Josef Horešovský, Milan Kajkl, Karel Vohralík, Oldřich Machač, František Pospíšil - Vladimír Martinec, Jiří Novák, Bohuslav Šťastný - Eduard Novák, Bedřich Brunclík, Bohuslav Ebermann - Josef Paleček, Richard Farda, Jaroslav Pouzar.
Kingston Aces: Darcy Walters (31. Mike Lovett) - John Ford, Les Colligan, Bob Olavos, Pete Lollar, Ken Reid, Greg Marchen - Mike Flanigan, Dick Cherry, Bob Collins - Gary Mahn, Bob Clayton, John Mercer - Tom Thurbly, Lorne O´Donell, Tom Carty.
 Owen Sound Downtowners -  Timrå IK 4:7 (0:3, 2:3, 2:1)
5. ledna 1973 - Owen Sound
 Owen Sound Downtowners -  Kingston Aces 3:3 (1:0, 3:1, 0:1) 
6. ledna 1973
 Galt Hornets -  Dynamo Moskva  3:8 (0:2, 1:2, 2:4)
6. ledna 1973 - Galt